# George Lincoln Rockwell
 (mai 2024).
Le contenu est difficilement compréhensible vu les erreurs de traduction, qui sont peut-être dues à l'utilisation d'un logiciel de traduction automatique.
 (mai 2014).
Si vous disposez d'ouvrages ou d'articles de référence ou si vous connaissez des sites web de qualité traitant du thème abordé ici, merci de compléter l'article en donnant les références utiles à sa vérifiabilité et en les liant à la section « Notes et références ».
Pour les articles homonymes, voir Rockwell.
George Lincoln Rockwell, né le 9 mars 1918 à Bloomington (Illinois) et mort assassiné le 25 août 1967 dans le comté d'Arlington en Virginie, est un activiste néonazi américain, fondateur et dirigeant du Parti nazi américain de 1959 à 1967.

## Biographie

### Jeunesse et formation
George Lincoln Rockwell est né à Bloomington, en Illinois, il est l’aîné des trois enfants de George Lovejoy "Doc" Rockwell et Claire (Schade) Rockwell, sa fratrie est composée d'un frère Robert, né en 1919, et d'une soeur Priscilla, née en 1921. Son père est né à Providence, Rhode Island, et était d'ascendance anglaise et écossaise. Sa mère était la fille d'Augustus Schade, un immigrant allemand, et Corrine Boudreau, d'origine acadienne. Les deux parents étaient des comédiens et des acteurs de music-hall. "Doc" Rockwell et Claire Rockwell sont des proches du gratin des arts du spectacle et du divertissement comme Fanny Brice, Benny Goodman, Walter Winchell, Jack Benny, George Burns, Rudy Vallée, Ray Bolger, Martha Graham et Groucho Marx. Alors que "Doc" Rockwell voit sa carrière s'envoler, alors que son épouse reste à la maison pour élever leurs enfants, peu à peu le couple se distend et en 1924, alors que George Lincoln Rockwell est âgé de six ans, ses parents divorcent ; cet événement anéanti Claire Rockwell et traumatise le jeune George Lincoln Rockwell qui admire son père,.
Chaque été, George Lincoln Rockwell et son frère Robert passent leurs vacances chez leur père et sa compagne et assistante Madelyn Merideth à Southport dans l'État du Maine. Pendant ces étés, plusieurs amis de "Doc" Rockwell y viennent se reposer comme Fred Allen, Benny Goodman, Walter Winchel ou Groucho Marx. Un incident va laisser une impression durable sur le jeune George Lincoln Rockwell, pendant un été, lors d'une conversation Portia Allen, l'épouse de Fred Allen lâche un « shit » (merde en français), mot grossier qui abasourdit le jeune garçon, le soir venu, il demande à son père le pourquoi de cette vulgarité, surtout venant d'une femme, "Doc" Rockwell lui donne comme explication que Portia Allen est une juive et comme les autres juifs, elle ne voit aucun mal à utiliser un tel langage, réponse qui engage George Lincoln Rockwell dans la voie de l'antisémitisme,.
De 1931 à 1936, George Lincoln Rockwell fréquente quatre établissements d'enseignement secondaire, il s'y fait remarquer par ses éclats de colère, sa rage contre sa famille et les conventions sociales, ses défis envers les autorités des établissements scolaires. Il passe la majorité de ses études secondaires secondaires à l'Atlantic City High School (en) d'Atlantic City, qu'il décrit à son frère Robert, dit Bobby, et à sa soeur Priscilla comme un pénitencier.
En août 1938, Rockwell est accepté par l'université Brown de Providence dans le Rhode Island, avec un diplôme en philosophie.
Au cours de sa deuxième année, en 1940, Rockwell a quitté l'université Brown et a accepté une commission dans la marine américaine.

### Carrière

#### Service Militaire
Rockwell apprécie l'ordre et le service de la marine, et a assisté à des cours de vol en Floride et au Massachusetts en 1940. Quand il finit son entraînement, il sert dans la bataille de l'Atlantique et dans la guerre du Pacifique durant la Seconde Guerre mondiale.
Il servit à bord des USS Omaha, Pastores, Wasp et Mobile, où il servit principalement en prenant des photos de reconnaissance et en instruisant de nouvelles recrues.
Même s'il n'a jamais piloté un avion en plein combat, il était considéré comme un bon pilote et un officier efficace.
Le 24 avril 1943, Rockwell épouse Judith Aultman, qu'il avait rencontré à l'université Brown.
Aultman était une étudiante au Permbroke College, qui était la faculté féminine de l'université Brown. Le couple eut trois enfants : Bonnie, Nancy et Phoebe Jean.
Rockwell ne s'entendit pas avec ses beaux parents, les accusant de ne pas avoir appris à Judith à être une femme « docile et conforme », son image de la femme parfaite.
À plusieurs reprises, ils s'engagèrent dans de violentes disputes, et plus d'une fois Rockwell la frappa.
Après la guerre, Rockwell travailla comme un peintre d'enseignes dans une petite boutique appartenant à son père à Boothbay Harbor (Maine).
En 1946, il entre au programme d'art commercial à l'Institut Pratt de Brooklyn, New York.
Lui et sa femme déménagent donc à New York City pour qu'il puisse étudier à l'Institut. Là bas, il remporte le premier prix de 1 000 $ pour une publicité qu'il avait faite pour l'American Cancer Society. Cependant, il quitte l'Institut Pratt avant de finir son année finale pour déménager au Maine, pour créer sa propre agence de publicité.
En 1950, il est rappelé en tant que lieutenant commander au début de la guerre de Corée.
Il déménage à San Diego avec sa femme et ses trois enfants, où il entraîne des pilotes dans l'United States Navy et l'United States Marine Corps.
Secrètement, durant son temps passé à San Diego, Rockwell devient un admirateur d'Adolf Hitler et un adepte du Nazisme.
Il est aussi influencé par l'anticommunisme virulent du sénateur Joseph McCarthy, la haine des juifs d'Henry Ford et les idées raciales de Charles Lindbergh.
Rockwell soutient la candidature du général Douglas MacArthur à l'élection présidentielle américaine de 1952 et suivant son exemple, il adopte la pipe.
En 1951, il lit Les Protocoles des Sages de Sion et le manifeste d'Hitler, Mein Kampf.
En novembre 1952, il est transféré en Islande, où il devient un pilote du Grumman F8F Bearcat et est promu au grade de Commander. Puisque sa famille n'est pas autorisée à venir s'installer avec lui en Islande, sa femme et ses enfants restent à Barrington (Rhode Island).
Judith divorce de Rockwell l'année qui suit.
Lorsqu'il assiste à un rassemblement diplomatique à Reykjavik où il rencontre Margrét Þóra Hallgrímsson (en) la nièce de l'ambassadeur d'Islande aux États-Unis. Ils se marient le 3 octobre 1953, cérémonie célébrée par l'oncle de Pora, l'évêque d'Islande. Ils passent leur voyage de noces à Berchtesgaden, où Hitler possédait autrefois le Berghof, sa résidence secondaire dans les Alpes. Ils font aussi un pèlerinage au refuge d'Hitler, l'Adlerhorst. Ensemble, ils ont trois enfants : Hallgrimur, Margret et Evelyn Bentina. En 1957, le père de Pora arrive aux États-Unis pour reprendre sa fille, parce qu'il a appris que Rockwell est l'« un des racistes les plus actifs des États-Unis ». Elle divorce de Rockwell et se remarie en 1963.

### Carrière d'activiste

#### Premiers pas dans le radicalisme de l'ultradroite
Après son déménagement à Washington en 1955, il s'est progressivement radicalisé jusqu'à ce que, selon les termes de son biographe, il soit «à la limite de l'aile droite». Dans les années 1957 et 1958, Rockwell a une série de rêves qui se termine par sa rencontre avec Hitler.
En 1958, Rockwell rencontre Harold Noel Arrowsmith, Jr., un riche héritier et antisémite qui a fourni à Rockwell une maison et du matériel d'impression. Ils fondent le National Committee to Free America from Jewish Domination (en français le Comité national pour libérer l'Amérique de la domination juive).
Le 29 juillet 1958, Rockwell manifeste devant la Maison-Blanche lors d'une manifestation antiguerre contre la décision du président Dwight D. Eisenhower d'envoyer des troupes de maintien de la paix lors de la crise de 1958 au Liban, connue sous le nom d'Opération Blue Bat. Rockwell et ses partisans protestent contre ce qu'ils supposent être le contrôle juif du gouvernement. En octobre 1958, à la suite du Hebrew Benevolent Congregation Temple bombing (en) (en français : l'attentat à la bombe contre le temple de la Congrégation hébraïque), le domicile de Rockwell est perquisitionné par la police.
Rockwell gagne en notoriété après que Drew Pearson (journaliste) (en) a écrit un article décrivant comment Rockwell et ses partisans se sont vêtus d'uniformes, se sont armés d'armes et ont défilé chez lui dans le comté d'Arlington, en Virginie. La fenêtre de sa maison a été laissée ouverte pour une vue de l'énorme drapeau à croix gammée.

#### Parti nazi américain
En mars 1959 Rockwell fonde la World Union of Free Enterprise National Socialists (WUFENS), un nom choisi pour désigner l'opposition à la notion de propriété définie par l'État. En décembre 1959, l'organisation est rebaptisée Parti nazi américain (plus tard le Parti populaire national-socialiste blanc, NSWPP), et son siège social a été relocalisé au 928 North Randolph Street à Arlington, qui est également la maison de Rockwell.
En 1959, il a publié une parodie de type Animal Farm, le long poème La Fable des canards et des poules.
En 1960, en raison de ses activités politiques, la Marine renvoie Rockwell un an avant sa retraite parce qu'il est considéré comme « non déployable » en raison de ses opinions politiques. La procédure de radiation a été une affaire extrêmement publique. Même s'il a reçu une décharge honorable, Rockwell affirme qu'il « avait essentiellement été expulsé de la Marine », sous la pression des Juifs.
Afin d'attirer l'attention des médias, Rockwell organise un rassemblement le 3 avril 1960 sur le National Mall, où il s'est adressé à la foule avec un discours de deux heures. Un deuxième rassemblement était prévu pour Union Square à New York. Le maire Robert F. Wagner Jr. a refusé de lui accorder un permis de parole et il a fait appel de cette décision devant la Cour suprême de New York. Lorsque Rockwell pénètre sous la rotonde du palais de justice, il est entouré d'une foule de journalistes de télévision. L'un des journalistes, Reese Schonfeld (en), a interviewé Rockwell, et après que Rockwell a fait des commentaires antisémites, une mêlée a éclaté, exigeant un convoi de police pour escorter Rockwell du palais de justice. Rockwell, avec l'aide de l'Union américaine pour les libertés civiles, a finalement obtenu un permis, mais c'était bien après la date de l'événement prévu. Un autre rassemblement avait lieu le 4 juillet 1960, toujours sur le National Mall. Rockwell et ses hommes ont été confrontés à une foule et une émeute s'est ensuivie. La police a arrêté Rockwell et huit membres du parti. Rockwell a exigé un procès et a plutôt été interné dans un hôpital psychiatrique pendant 30 jours. Au bout de deux semaines, il a été libéré et jugé mentalement apte à subir son procès. Il a publié une brochure inspirée de cette expérience intitulée Comment sortir ou rester hors de l'asile d'aliénés.
Au début de 1962, Rockwell a prévu un rassemblement pour célébrer l'anniversaire d'Hitler en avril. En été, il a assisté à un camp organisé par le néo-nazi britannique Colin Jordan dans le Gloucestershire où ils ont organisé l'Union mondiale des national-socialistes. En septembre, il a décerné à l'un de ses membres une médaille pour avoir frappé Martin Luther King au visage.
Lors de l'élection présidentielle de 1964 aux États-Unis, Rockwell a présenté sa candidature par écrit, obtenant 212 voix. Il s'est présenté en tant qu'indépendant aux élections du gouverneur de Virginie en 1965, obtenant 5 730 voix, soit 1,02% du total, terminant dernier parmi les quatre candidats.
À l'été 1966, Rockwell a mené une contre-manifestation contre la tentative de Martin Luther King de mettre fin à la ségrégation de facto dans la banlieue blanche de Chicago, Cicero, Illinois[Quoi ?]. Il croyait que King était un outil pour les communistes juifs qui voulaient intégrer l'Amérique. Rockwell croyait que l'intégration était un complot juif pour gouverner la communauté blanche. Rockwell a dirigé le Parti nazi américain en aidant le Ku Klux Klan et des organisations similaires pendant le mouvement des droits civiques, dans ses tentatives de contrer les Freedom Riders et la Marche sur Washington pour l'emploi et la liberté. Mais il est vite venu à croire que le Klan était coincé dans le passé et inefficace pour l'aider à mener une lutte raciale moderne.
En 1966, après avoir entendu le slogan « Black Power » lors d'un débat avec le chef du Black Panther Party Stokely Carmichael, Rockwell a modifié l'expression et a lancé un appel au « White Power ».
Au printemps 1966, le parti a commencé à publier plusieurs brochures et livres, dont National Socialist World édité par William Luther Pierce, des écrits de Rockwell, le périodique Stormtrooper Magazine (à l'origine National Socialist Bulletin) et une bande dessinée de propagande, Here Comes Whiteman!, où le personnage de super-héros se bat contre des ennemis inspirés des stéréotypes racistes.
En novembre 1966, l'Union américaine pour les libertés civiles a de nouveau représenté Rockwell, défendant son droit d'organiser des marches ou des défilés dans les quartiers juifs pendant les fêtes juives.

#### Bureaux
La WUFENS avait ses quartiers généraux localisés au 6512 Williamsburg Boulevard à Arlington en Virginie.
À partir de janvier 1960, le parti nazi américain s'installa au 928 North Randolph street, Arlington Virginie.
Il achèteront entretemps une maison de deux étages, le 6150 Wilson Boulevard, surnommé « Barracks » par les membres du parti et « Hate monger hill » par la presse et les locaux.
En 1965, l'Internal Revenue Service saisit la maison de Randolph street, et seul la maison de Wilson Boulevard fut gardée.
C'est dans cette maison que Alex Haley interviewa Rockwell pour le magazine Playboy En 1965.

#### Maisons de disques
En 1964, Rockwell a lancé sa propre maison de disques, « Hatenanny records », basé sur le terme Hootenanny, genre de musique folk populaire au
début des années 1960.
La maison de disques publia une single de 45 RPM, par un groupe nommé Odis Cochran and The Three Bigots avec les chansons « Ship Those Niggers Back » et « We Is Non-Violent Niggers », et un second single par un autre groupe nommé The Coon Hunters : « We Don't Want No Niggers For Neighbors » et « Who Needs A Nigger? ».
Les singles étaient vendus principalement en vente par correspondance et aux rassemblements du parti nazi américain.

#### Hate Bus
Lorsque les Freedom Riders ont mené leur campagne pour la déségrégation des gares routières dans le Grand Sud, Rockwell a sécurisé une camionnette Volkswagen et l'a décorée de slogans soutenant la suprématie blanche, la qualifiant de « Hate Bus » et la conduisant à des allocutions et à des rassemblements du parti. Selon un rapport du FBI sur le Parti nazi américain, la camionnette a été saisie après un défaut de paiement.

#### Lien avec le mouvement nationaliste noir
Rockwell s'entendait bien avec de nombreux dirigeants du mouvement nationaliste noir tels qu'Elijah Muhammad (Nation of Islam, chef de NOI) et Malcolm X (qui a ensuite changé de point de vue et s'est opposé au séparatisme racial de NOI), car ils partageaient l'objectif de la ségrégation raciale. En janvier 1962, Rockwell a écrit à ses disciples qu'Elijah Muhammad « a rassemblé des millions de personnes sales, immorales, ivres, à la bouche crasseuse, paresseuses et répugnantes appelées sournoisement des « nègres » et les a inspirées au point qu'elles sont propres, sobres, des êtres humains honnêtes, travailleurs, dignes, dévoués et admirables malgré leur couleur ... Muhammad sait que le mélange est une fraude juive et ne fait qu'aggraver les problèmes qu'il est censé résoudre ... J'ai parlé avec les dirigeants musulmans et je suis certain qu'un plan viable de séparation des races pourrait être mis en œuvre à la satisfaction de toutes les parties concernées - à l'exception des agitateurs communistes-juifs. » Il a également dit à propos d'Elijah Muhammad « Je suis pleinement d'accord avec leur programme et j'ai le plus grand respect pour Elijah Muhammad. » Il a qualifié Muhammad « The Black People's Hitler » et a fait don de 20 $ à la Nation of Islam lors de son événement « Freedom Rally » le 25 juin 1961 à l'Uline Arena de Washington où lui et 10-20 de ses « stormtroopers » ont assisté à un discours de Malcolm X.
Inspiré par l'utilisation de la religion par les musulmans noirs pour mobiliser les gens, Rockwell a cherché à collaborer avec des groupes de la Christian Identity. Le 10 juin 1964, il a rencontré et formé une alliance avec le pasteur Wesley A. Swift (en) de la Christian Identity . Rockwell a utilisé des images religieuses - se décrivant comme un martyr semblable au Christ contre les Juifs. Les nazis ont trouvé un foyer d'accueil dans l'église de Swift et les membres de l'église ont trouvé un débouché politique au sein du Parti nazi américain.

### Mort
Le 25 août 1967, Rockwell est abattu par balle alors qu'il quitte une laverie à Arlington, en Virginie, à seulement quelques mètres de l'endroit où il vivait,. John Patler, qui a été expulsé par Rockwell de son parti en mars 1967 pour des tentatives répétées d'injecter des idées marxistes dans les publications du parti est reconnu coupable du meurtre en décembre 1967 et condamné à 20 ans de prison. Il a purgé une première peine de huit ans de prison, puis six autres années après une violation de la libération conditionnelle. En apprenant la mort de son fils, le père de Rockwell, âgé de 78 ans, a déclaré : « Je ne suis pas du tout surpris. Je m'y attendais depuis un certain temps. »
Les parents de Rockwell voulaient un enterrement privé dans le Maine, mais ont refusé de se battre avec les nazis. Le 27 août, un porte-parole du NSWPP a rapporté que des fonctionnaires fédéraux avaient approuvé l'inhumation militaire au cimetière national de Culpeper, Rockwell étant un vétéran honorablement libéré. Le cimetière a précisé qu'aucun insigne nazi ne pouvait être affiché, et lorsque les 50 personnes en deuil ont violé ces conditions, l'entrée du cimetière a été bloquée dans une impasse de cinq heures, au cours de laquelle le corbillard, qui avait été arrêté sur les voies ferrées près du cimetière, a été presque heurté par un train qui approchait. Le lendemain, le corps de Rockwell a été secrètement incinéré.

## Dans la culture populaire
- Dans la saison 3 de la série The Man in the High Castle, George Lincoln Rockwell est Reichsmarschall d'Amérique du Nord. Il est incarné par David Furr.

- Dans la chanson Talkin' John Birch Paranoid Blues (en) de Bob Dylan, le narrateur, anticommuniste paranoïaque, traite Abraham Lincoln et Thomas Jefferson de communistes, et dit que le seul « vrai Américain » est Rockwell.

## Publications
- This Time the World, Liberty Bell Publications (réimpr. 1963, 1979, 1982, 1986, 2004, 2013) (1re éd. 1961), 452 p. (ISBN 9781593640156, lire en ligne),
- The Nationalist Perspective (White Power), National Vanguard (réimpr. 2014, 2016) (1re éd. 1967), 381 p. (ISBN 9780965649285, lire en ligne)

## Pour approfondir

#### Notices dans des encyclopédies et manuels de références
- (en-US) Thomas Streissguth, Hatemongers and Demagogues, Minneapolis, Minnesota, Oliver Press, coll. « Profiles », 1995, 168 p. (ISBN 9781881508236, OCLC 1035145406, lire en ligne), p. 116-133,

#### Essais et biographies
- (en-US) Frederick J. Simonelli, American Fuehrer : George Lincoln Rockwell and the American Nazi Party, Urbana, Illinois, University of Illinois Press, 1999, 240 p. (ISBN 9780252022852, OCLC 1028046985, lire en ligne). ,
- (en-US) William H. Schmaltz, Hate : George Lincoln Rockwell and the American Nazi Party, Washington (district de Columbia), Brassey's (réimpr. 2000) (1re éd. 1999), 398 p. (ISBN 9781574882629, OCLC 50558459, lire en ligne). ,

#### Articles
- (en-US) Alex Haley, « Alex Haley Interviews George Lincoln Rockwell » , sur Playboy, avril 1966,
- (en-US) Frederick J. Simonelli, « The American Nazi Party, 1958–1967 », The Historian, vol. 57, no 3,‎ printemps 1995, p. 553-566 (14 pages) (lire en ligne ),
- (en-US) Lawrence N. Powell, « When Hate Came to Town: New Orleans' Jews and George Lincoln Rockwell », American Jewish History, vol. 85, no 4,‎ décembre 1997, p. 393-419 (27 pages) (lire en ligne ),